# Хелмець (Нижньосілезьке воєводство)
Хелмець (пол. Chełmiec, нім. Kolbnitz) — село в Польщі, у гміні Менцинка Яворського повіту Нижньосілезького воєводства.
Населення — 391 особа (2011).
У 1975-1998 роках село належало до Легницького воєводства.

## Демографія
Демографічна структура станом на 31 березня 2011 року:
|          | Загалом | Допрацездатний вік | Працездатний вік | Постпрацездатний вік |
| -------- | ------- | ------------------ | ---------------- | -------------------- |
| Чоловіки | 194     | 50                 | 129              | 15                   |
| Жінки    | 197     | 39                 | 122              | 36                   |
| Разом    | 391     | 89                 | 251              | 51                   |